# James Murphy (producent muzyczny)
James Murphy (ur. 4 lutego 1970 w Princeton Junction) – amerykański muzyk, producent, DJ, oraz współzałożyciel dance-punkowej wytwórni płytowej DFA Records. Jego najbardziej znanym projektem jest LCD Soundsystem, które ściągnęło na siebie uwagę singlem „Losing My Edge” w 2002, następnie w lutym 2005 roku zadebiutowało eponimicznym albumem. Trafił on w gusta krytyków oraz dostał się do „Top 20” w Wielkiej Brytanii.

## Wpływy oraz edukacja
Murphy jako swoje wpływy podaje Liquid Liquid, Talking Heads, The Fall, Siouxsie and the Banshees, The Velvet Underground, Davida Bowie oraz Daft Punk. James uczęszczał do West Windsor-Plainsboro High School South w Princeton Junction w stanie New Jersey.

## Działalność artystyczna
Murphy był członkiem Falling Man od 1988 do 1989, następnie Pony od 1992 do 1994 oraz Speedking – 1995 do 1997. Był także dźwiękowcem w zespole Six Finger Satellite, nagrywającym akurat płyty w wytwórni Sub Pop. Były członek Six Finger Satellite, John Maclean, gra obecnie w DFA Records jako The Juan Maclean. W 1999, wraz z Timem Goldsworthym, Murphy założył DFA Records. Mając 22 lata, Murphy otrzymał ofertę pracy przy pisaniu scenariusza dla (mało wtedy znanego) sitcomu Seinfeld. Sprawiał on wrażenie niemającego potencjału, co zadecydowało o zignorowaniu tej oferty i kontynuacji tworzenia muzyki.
Już od 1993 Murphy DJował pod pseudonimem Death From Above – nazwa wzięta od zestawu nagłośnieniowego dla Six Finger Satelite. DFA Records pierwotnie nazywało się Death from Above Records – dosyć kontrowersyjnej jak na nowojorską wytwórnię po zamachach z 11 września 2001. Nazwę tę współdzielili z pewnym kanadyjskim duetem, co doprowadziło chwilę później do utarczki. W odpowiedzi na pozew, kanadyjskie duo zmieniło nazwę na Death From Above 1979.
Debiutancki album, LCD Soundsystem, wypuszczony w lutym 2005 roku i poprzedzony singlem „Losing My Edge” w 2002 roku, spotkał się z pozytywną opinią krytyków i znalazł miejsce w „Top 20” w Wielkiej Brytanii.
Druga płyta LCD Soundsystem, Sound of Silver, trafiła na rynek 12 marca 2007. W październiku 2009 roku Pitchfork Media określiło „All My Friends” (z Sound of Silver) drugim najlepszym utworem dekady i tydzień później album wylądował na 17 pozycji w „The Top 200 Albums of the 2000s”. Murphy, współpracując z Patem Mahoneyem, perkusistą LCD Soundsystem, nagrał płytę na kompilacji „Fabriclive” – „FabricLive.36”, która została wydana w październiku 2007. Późnym 2008 Murphy zapowiedział swoją współpracę z zespołem rockowym „Free Energy”, jako basista, wraz z perkusistą LCD Soundsystem Patem Mahoneyem, oraz przyjaciółmi – Scottem Wellsem i Paulem Sprangersem, ale zdementował później tę informację – był to bowiem wynik błędnej interpretacji wywiadu przeprowadzonego dla NME.com. Pod koniec 2009 roku Murphy zaczął pisać muzykę do filmów, nagrywając podkład do filmu reżyserii Noah Baumbacha zatytułowanego „Greenberg”. Soundtrack ujrzał światło dzienne 22 marca 2010 roku.
Trzeci album LCD Soundsystem, This Is Happening został wydany 17 maja 2010 w Wielkiej Brytanii i 18 maja w Stanach Zjednoczonych
Album nagrywany był na przestrzeni 2009 oraz wczesnego 2010 w osławionym Mansion. W kwietniu ukazał się singiel „Drunk Girls”, z teledyskiem reżyserii Spike’a Jonze. Płyta dedykowana jest Jerry'emu Fuchsowi (1974–2009), w podziękowaniu za okazjonalną grę na perkusji z LCD podczas koncertów, a także za wielki wkład w wiele związanych z DFA projektów.
Murphy zapowiedział swoje odejście z LCD Soundsystem wraz z wydaniem This Is Happening. Po raz ostatni artysta pojawił się w telewizji 14 lutego 2011 w The Colbert Report. Jego ostatni koncert w Madison Square Garden był streamowany na stronie Pitchfork Media 2 kwietnia 2011.